# بريت بوب
بريت بوب هو نوع ثانوي من أنواع الروك البديل والذي أنشئ في المملكة المتحدة، ظهر البوب البريطاني في ساحة الموسيقى البريطانية بداية التسعينات وتميز مع الفرق المتأثرة بموسيقى البوب جيتار البريطانية في الستينات والسبعينات، وتطورت الموسيقى متفاعلة ضد مسرحيات موسيقية مختلفة وإتجاهات ثقافية في أواخر الثمانينات وأوائل التسعينات.
فرقتي أويسس وبلر تعدّان الأشهر في هذا النوع.